# William Gosling
William Sullivan Gosling (Hassobury, 19 luglio 1869 – Hassobury, 2 ottobre 1952) è stato un calciatore inglese.
Partecipò ai Giochi olimpici di Parigi 1900, con l'Upton Park, nel torneo calcistico, riuscendo a vincere la medaglia d'oro.